# Изотов, Евгений Анатольевич
Евге́ний Анато́льевич Изо́тов (род. 22 октября 1974, Ленинград) — российский спортсмен, игрок в кёрлинг и дартс, учёный. Двукратный чемпион России по кёрлингу, призёр чемпионатов России по дартсу. Двукратный участник Кубка мира PDC. Кандидат психологических наук. Мастер спорта России по кёрлингу и дартсу.

## Научная деятельность
Кандидат психологических наук (2006) и доцент Санкт-Петербургского горного университета. Свои научные работы он писал в том числе по кёрлингу и дартсу.

## Карьера в кёрлинге
В девяностые годы был членом команды СКА (Санкт-Петербург). Вместе с ней дважды выигрывал золото чемпионата России (1996, 1998), одно серебро (1999) и две бронзы (1995, 1997).
Играл в полуфинале молодёжного чемпионата Европы.[уточнить]

#### Достижения
- Чемпионат России по кёрлингу среди мужчин: золото (1996, 1998), серебро (1999), бронза (1995, 1997).

#### Кёрлинг-команды
| Сезон   | Четвёртый            | Третий            | Второй          | Первый          | Запасной     | Турниры            |
| ------- | -------------------- | ----------------- | --------------- | --------------- | ------------ | ------------------ |
| 1994—95 | Александр Колесников | Алексей Целоусов  | Виктор Воробьёв | Евгений Изотов  | Матвей Вакин | ЧРМ 1995           |
| 1995—96 | Александр Колесников | Виктор Воробьёв   | Евгений Изотов  | Матвей Вакин    |              | ЧРМ 1996           |
| 1996—97 | Александр Колесников | Евгений Изотов    | Матвей Вакин    | Виктор Воробьёв | Юрий Шулико  | ЧЕ 1996 (17 место) |
| 1996—97 | Александр Колесников | Евгений Изотов    | Матвей Вакин    | Сергей Эверт    |              | ЧРМ 1997           |
| 1997—98 | Александр Колесников | Матвей Вакин      | Евгений Изотов  | Сергей Эверт    |              | ЧРМ 1998           |
| 1998—99 | Александр Колесников | Валерий Печерский | Матвей Вакин    | Евгений Изотов  | Сергей Эверт | ЧРМ 1999           |

(скипы выделены полужирным шрифтом)

## Карьера в дартсе
С 2009 года играет в дартс. Был в сборной России на Кубке мира PDC (2014, 2021). В 2021 году стал серебряным призёром чемпионата России, проиграв в финале Борису Кольцову.
В октябре 2021 года вышел в финал евразийского отбора на чемпионат мира PDC, где снова уступил Кольцову.